# Eric Borchard
Eric Borchard, in realtà Erich Borchardt, (Berlino, 27 agosto 1886 – Strasburgo, 21 dicembre 1934), è stato un clarinettista, sassofonista, direttore d'orchestra e bandleader tedesco; è considerato un pioniere del jazz tedesco.

## Biografia
Prima della Prima Guerra Mondiale, Borchard era il primo clarinettista dell'Orchestra Filarmonica di Dresda e, dopo essere tornato dagli Stati Uniti dove aveva lavorato come musicista per un breve periodo nel 1918/19, nel 1919 fondò la prima band tedesca, la Eric Concerto’s Yankee Jazz Band, che, secondo le proprie dichiarazioni,  aveva saputo suonare il jazz in modo abbastanza competente e sul modello dei gruppi jazz dixieland nordamericani, come i Louisiana Five. Ha anche accompagnato film muti e interpretato in due film nel 1921/22 un bandleader, ad esempio nel Dr. Mabuse, der Spieler di Fritz Lang). Rimase fedele al suo stile anche quando nel 1922 diresse la Eric Borchard’s Atlantic Jazz Band, che comprendeva il trombonista afro-americano Earl Granstaff, il trombonista Emile Christian, il trombettista Wilbur Kurz e il pianista Austin Egen. Per la necessaria formazione chiese a se stesso e ai suoi compagni musicisti di formarsi sull'ascolto di nuovo materiale discografico; le sue registrazioni dal 1924 sono paragonabili a quelle dei grandi musicisti jazz americani. Ha anche suonato con altri musicisti americani di passaggio come Creighton Thompson.
La prima registrazione in vinile di Borchard ebbe luogo nell'ottobre 1920 e le sue ultime registrazioni risalgono al 1932. All'inizio i suoi dischi apparvero su Polyphon, verso la metà degli anni '20 sull'etichetta Deutsche Grammophon. In totale, tra il 1920 e il 1925, scattò circa 150 foto. Nel 1932, dopo una pausa di diversi anni, si aggiudicò alcuni titoli per la Triton Schallplatten GmbH (etichette: Triva e Goldplatte). Secondo Bert Noglik, è stato uno dei primi pionieri del jazz in Germania con un modo di suonare specifico per il jazz (fraseggio, tono, improvvisazione).
Oltre alla musica dei suoi idoli americani, Borchard ne adottò anche lo stile di vita; Dopo scandali legati alla droga e alle donne e una condanna per omicidio colposo, non ritornò da una tournée all'estero perché i nazionalsocialisti erano saliti al potere e si suicidò nel 1934, probabilmente per overdose.

## Discografia
- Horst J. Bergmeier, Rainer E. Lotz: Eric Borchard Story. Edition „l'amico del jazz“, Menden 1988 (Jazzfreund-Publikation; Nr. 35).

- Yankee Jazz Band, su Internet Archive. URL consultato il 1º dicembre 2023 (archiviato dall'url originale il 4 marzo 2016).

- (EN) Red Hot Bands-The Syncopated Times-Atlantic Jazz Band, su syncopatedtimes.com, 28 marzo 2020. URL consultato il 2 dicembre 2023.

Registrazioni selezionate
Le migliori incisioni:
- After You Get What You Want, You Don't Want It. Foxtrot - Polyphon 50195 (mx 140 av) - Berlino ca. Maggio 1921
- Oh Sister, Ain't That Hot. Foxtrot - Grammophon 20122 (mx 1981 ax) - Berlino novembre 1924
- Some of These Days. Foxtrot - Triva 0504 (mx 504) - Berlino ca. Settembre 1932